# 1932 en Lorraine
Chronologie de la Lorraine
- 1928
- 1929
- 1930
- 1931
- 1932
- 1933
- 1934
- 1935
- 1936

Cette page est une liste d'événements qui se sont produits durant l'année 1932 en Lorraine.

## Éléments de contexte
- De 1929 à 1934 est édifiée la ligne Maginot destinée à protéger la frontière de la France d'une attaque allemande[1].

## Événements

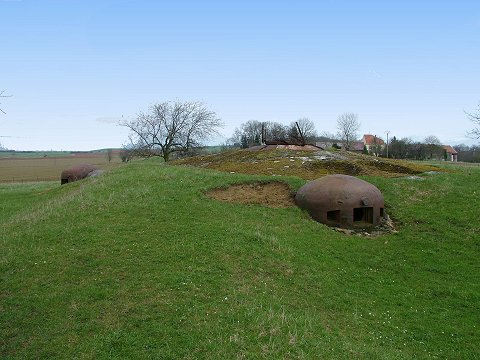
Bloc 2 de l'ouvrage de la Ferme-Chappy

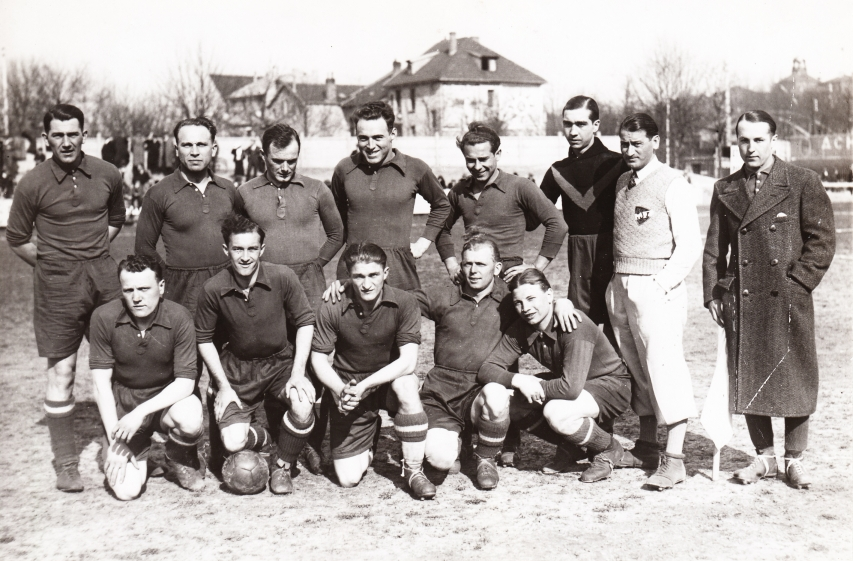
Équipe du FC Metz en mars 1933 avec Mirka, Boè, Hauswirth, Thomas, Schmitt, Traver, Steyskal, Ekerlen (debout de g. à d.), Fosset, Rohrbacher, Buhrer, André et Freiberger (en bas de g. à d.).

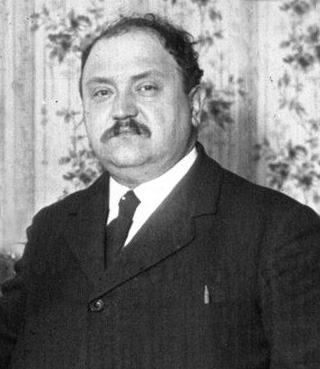
Constant Verlot

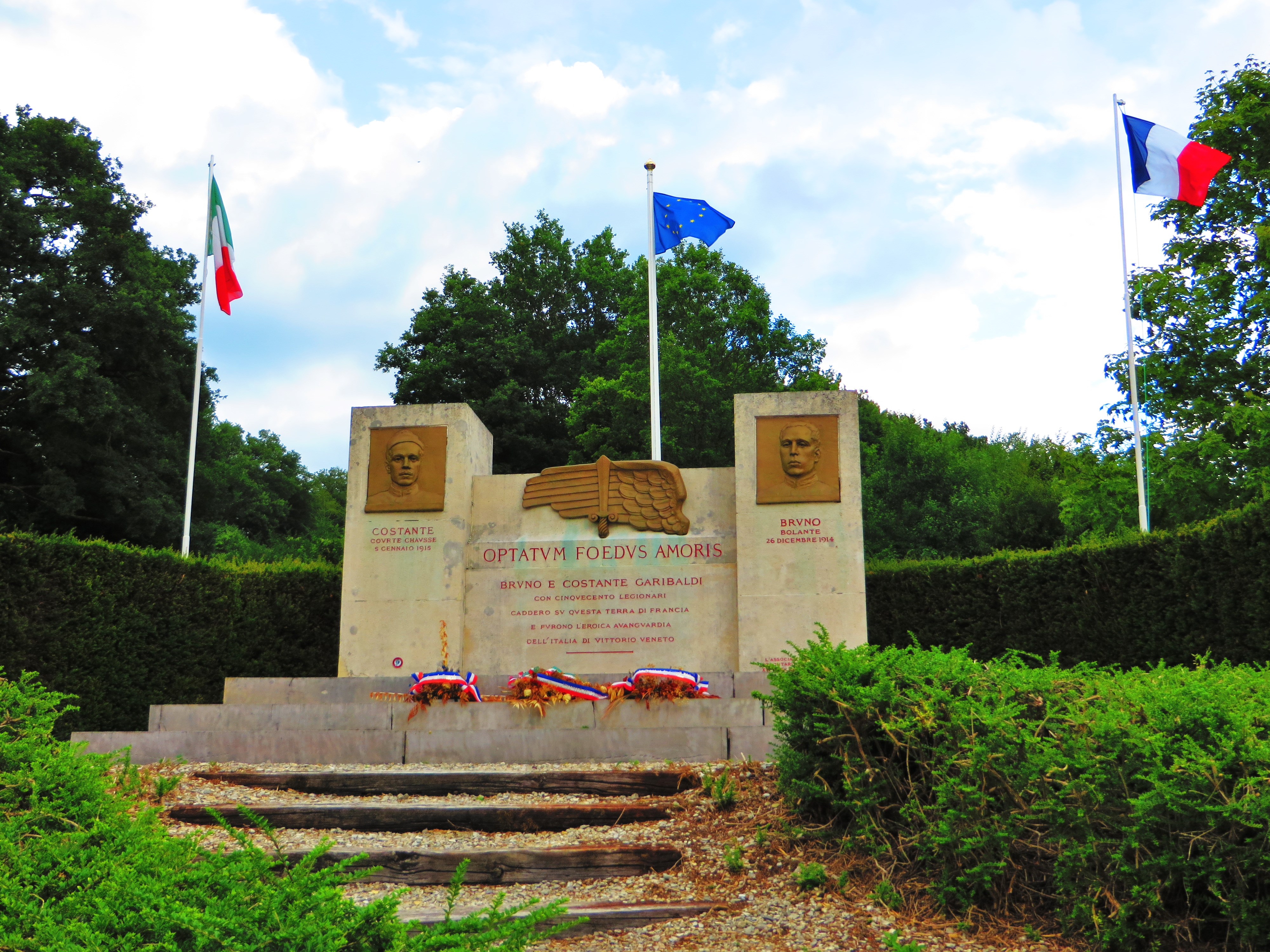
Monument aux Garibaldiens

- René Lemoine, né à Nancy, remporte une médaille d'or olympique d'escrime, tout comme le Vosgien Edward Gardère[2].
- Mise en service du Canal des mines de fer de la Moselle de Metz à Thionville[1].
- Début de la construction de l'ouvrage de la Ferme-Chappy[3], ouvrage fortifié de la ligne Maginot, situé sur la commune de Viviers-sur-Chiers, dans le département de Meurthe-et-Moselle. C'est un petit ouvrage d'infanterie, comptant deux blocs.
- Fondation par Louis Renault de l'actuelle société Ascoforge Safe, société lorraine de forgeage pour la production d'aciers spéciaux de construction mécanique dont le siège est à Hagondange[4],[5].
- Mise en route de l'usine Bata de Moussey (Moselle)[5].
- Paul Remy recense dans la Grotte Sainte-Reine 41 formes terrestres de campodéidés dont une seule, le collembole Tomocerus unidentatus C. Börner, pouvait être considérée comme troglobie[6],[7].
- Christian Chambosse effectue une série de fouilles dans le Trou des Celtes qu'il décrit dans la presse locale, L'avenir toulois[8].
- Le Football Club de Metz devient professionnel et membre fondateur du championnat de France.
- Sont élus députés de Meurthe-et-Moselle : Jules Chamvoux décédé en 1935, remplacé par Jean Quenette, inscrit au groupe de la Gauche radicale; Georges Mazerand, passé des Républicains de gauche à la Gauche radicale ;Émile Seitz siégeant jusqu'en 1936 sur les bancs radicaux. Il s'occupe surtout de questions de logement; Louis Marin, élu au premier tour (51,9 % des suffrages exprimés); Désiré Ferry; Pierre Amidieu du Clos; François de Wendel élu sénateur en 1933, remplacé par Philippe Serre
- Sont élus députés de la Meuse : André Beauguitte, membre des Républicains de gauche; Louis Jacquinot; Victor Schleiter décédé en 1933, remplacé par Gaston Thiébaut; Paul Henry Ferrette décédé en 1933, remplacé par Lucien Polimann
- Sont élus députés de la Moselle : Émile Peter, inscrit, cette fois, au groupe du Parti démocrate populaire., Robert Schuman; Robert Sérot; Édouard Moncelle; Émile Béron; Henri Nominé; Victor Doeblé; Jules Wolff élu sénateur en 1933, remplacé par Lucien Génois
- Sont élus députés des Vosges : Constant Verlot, CR, réélu pour son quatrième et dernier mandat. Décédé en 1933, il sera remplacé par Paul Elbel; Camille Picard. Il siège sur les bancs radicaux;  Louis Guillon, élu, de justesse (50,1 % des suffrages exprimés), député des Vosges dans la circonscription de Mirecourt en 1932. Il se présente comme candidat « républicain d'action sociale et agraire ». Il a mis en avant ses origines modestes et son journal électoral a souligné son combat contre « les forces cartellistes » mais aussi contre « un certain industriel » proche des radicaux – Paul Lederlin – , contre le député sortant René Porterat, qui serait « l'homme de la haute industrie thaonnaise » et contre « les compromissions avec le grand capitalisme oustricard [ Lederlin, membre du conseil d'administration de l'affaire bancaire d'Albert Oustric, a été compromis par le sandale Oustric ] »; Marc Rucart et Camille Amet décédé en 1934, remplacé par Louis Gaillemin
- Est élu sénateur de Meurthe-et-Moselle :  Gaston Rogé siège jusqu'en 1941, inscrit au groupe de l'Union républicaine.

- 21 avril : inauguration du Monument aux Garibaldiens[9]. Ce monument fut édifié à l'initiative de l’Association nationale des Volontaires de Guerre d’Italie. Il est dédié à la mémoire de 590 volontaires italiens morts dans les combats de l'Argonne, parmi eux figuraient Bruno Garibaldi, tué sur le plateau de Bolante, le 26 décembre 1914 et son frère Constante Garibaldi, tué à Courte-Chausse, le 5 janvier 1915. Ils étaient les petits-fils de Giuseppe Garibaldi.
- Mai  : Albert Lebrun, né à Mercy-le-Haut, en Meurthe-et-Moselle, devient Président de la République française[1].
- 27 juillet : la 17e étape du tour de France arrive à Metz. Le départ avait été donné à Strasbourg[10].
- 28 juillet : le tour de France part de Metz en direction de Charleville[10].
- 30 juillet : dernière exécution publique dans la Meuse, à Saint-Mihiel[11]
- 8 août : inauguration par Albert Lebrun de l'ossuaire de Douaumont[1],[12].

## Inscriptions ou classements aux titre des monuments historiques
- En Meurthe-et-Moselle : Château de Mousson[13]
- En Meuse : Église Saint-Martin de Montmédy[14]
- En Moselle : Basses grilles de la Seille à Metz[15]
- Dans les Vosges : Croix de Belmont-sur-Vair[16]

## Naissances

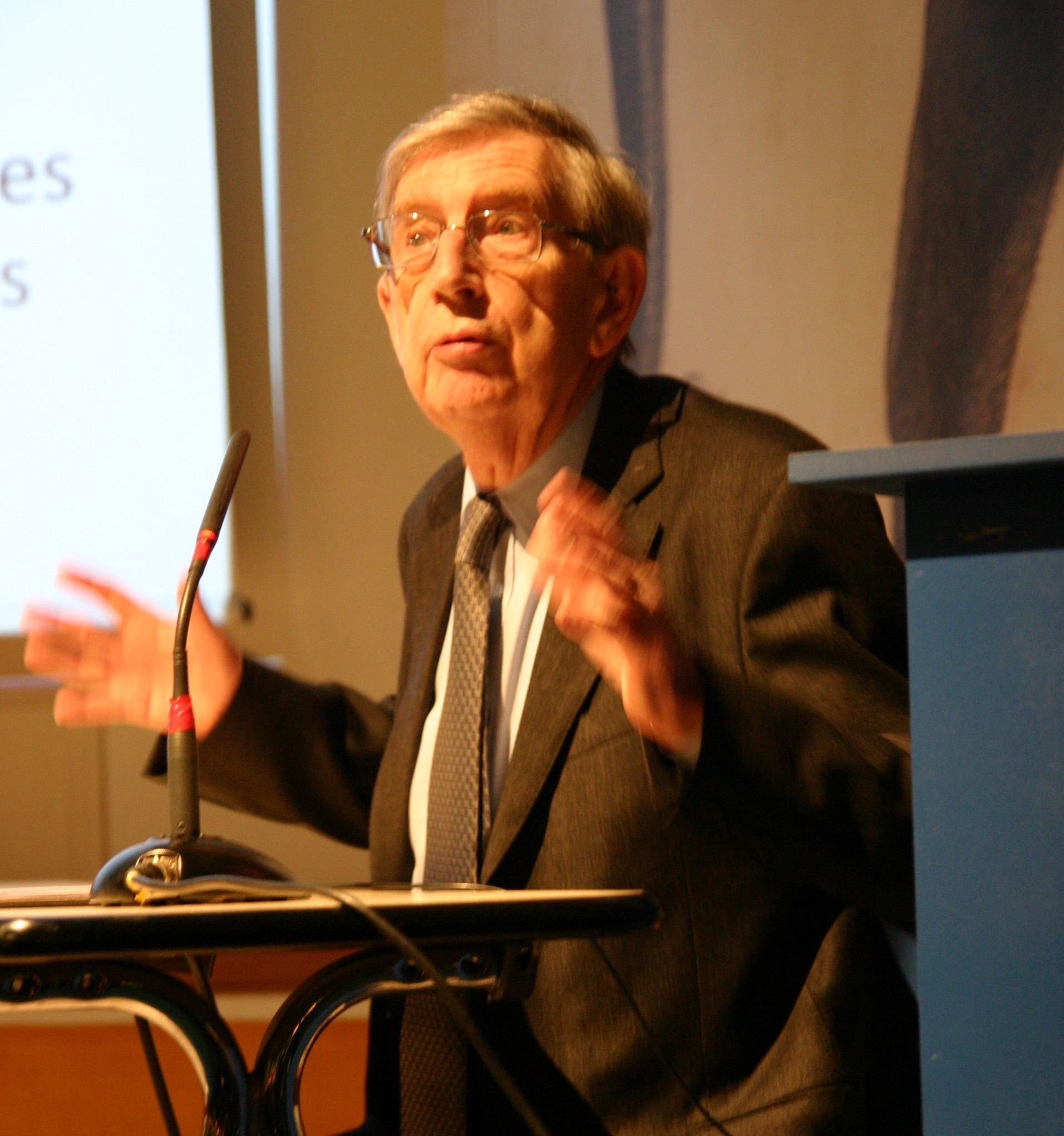
Philippe Contamine

- Yvon Chatelin, né à Dieuze (Moselle) en 1932, docteur ès sciences, chercheur et écrivain, spécialiste des sciences de la terre. Il a publié de nombreux ouvrages et articles scientifiques. Il a promu une réflexion épistémologique sur les sciences du sol et par la suite sur l'environnement et les paysages tropicaux.
- 8 janvier à Charmes (Vosges) : Michel Gentot, haut fonctionnaire français et conseiller d'État. Il a été le directeur de l'Institut d'études politiques de Paris entre 1979 et 1987.
- 21 janvier à Metz : Bernard Guerrier de Dumast, mort le 17 novembre 2019 à Nancy[17], industriel français.
- 24 janvier à Longuyon : Guy Vignoht, peintre, écrivain et critique d'art français, mort à Reims le 6 septembre 2010[18].
- 8 février  à Saulnes : Jacques Trorial, haut fonctionnaire et homme politique français.
- 16 février à Nancy : François Borella (1932 - 2017)[19], homme politique et juriste français, spécialisé en droit constitutionnel.
- 24 février à Nancy : Bernard Rousselet, mort le 14 juin 2021 à Provins[20], acteur français.
- 18 mars à Nancy : Denise Cacheux, femme politique française élue députée du Nord à deux reprises. Au cours de sa carrière politique, elle est également adjointe au maire de Lille ainsi que conseillère régionale du Nord-Pas-de-Calais durant plusieurs années.
- 20 avril à Stiring-Wendel : Camille Fischbach, mort le 19 mars 2020 à Ars-Laquenexy[21],[22], joueur de football français. Il évoluait au poste de gardien de but.
- 7 mai à Metz : Philippe Contamine, historien français. Il est spécialiste de la guerre et de la noblesse à la fin du Moyen Âge.
- 16 mai à Longwy : Hubert Cuny, mort le 2 juin 1988, éditeur et un généalogiste français.
- 17 mai à Nancy : Joseph Farnel, écrivain français.
- 21 juillet à Chenières : Jean Panno, mort le 26 juin 1991 à Sainte-Bazeille, joueur de rugby à XIII qui devient par la suite directeur technique de l'équipe de France de rugby à XIII.
- 4 août au Val d'Ajol : Hervé Collot, footballeur français devenu entraîneur.
- 30 août à Longwy : Geneviève Mulmann, dite Geneviève de Fontenay, morte le 1er août 2023 à Saint-Cloud, organisatrice de concours de beauté française. Elle a été présidente du Comité Miss France de 1981 à 2009 et du Comité Miss Prestige National de 2010 à 2016.
- 24 septembre à Tréveray : Roland Crancée, mort le 18 septembre 2012 à Tarbes[23], joueur de rugby à XV, qui a joué avec l'équipe de France en 1960 et 1961, évoluant au poste de troisième ligne centre.
- 19 octobre à Ville-en-Vermois: François Guillaume, homme politique et responsable syndical agricole français.
- 1er décembre à Metz : Jean-René Bernard, mort le 11 mai 2021 à Paris 14e, haut fonctionnaire, inspecteur général des finances et diplomate. Il notamment a été secrétaire général adjoint de l’Élysée sous la présidence de Georges Pompidou.
- 7 décembre à Pange en Moselle : André Droitcourt, mort le 2 décembre 2009 à Marseille, homme politique français.
- 14 décembre à Laval-sur-Vologne : Jean Bonato, décédé le 21 avril 2010[24] à Tours (Indre-et-Loire), footballeur français reconverti entraîneur. A ne pas confondre avec le baryton-fantaisiste et comédien belge homonyme[25].
- 29 décembre à Vic-sur-Seille : Claude Cuny, dirigeant français de football.

## Décès

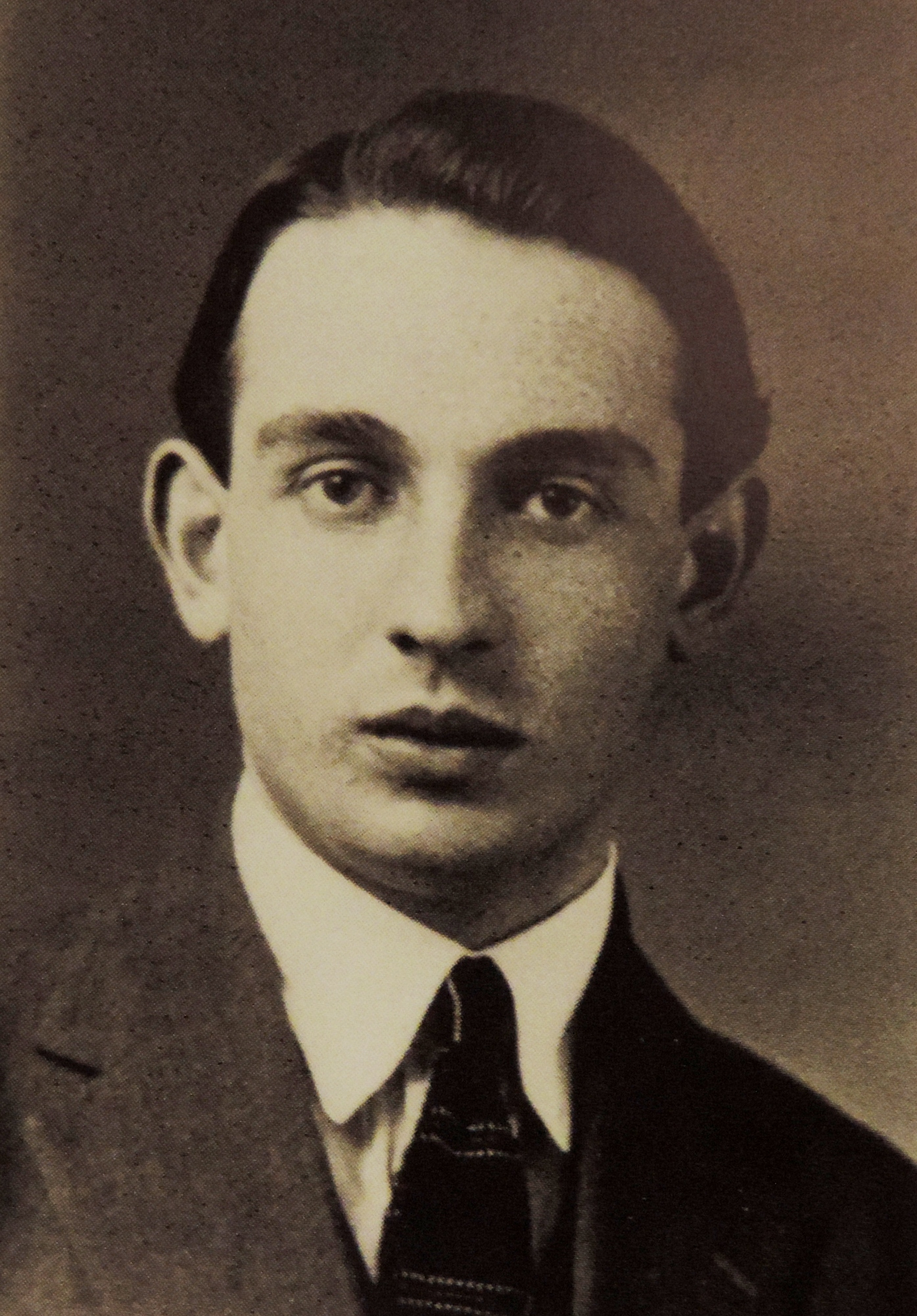
Jean Cartan

- Jean Cartan (1906-1932) est un compositeur français.
- à Nancy : Albert Bergeret est un célèbre imprimeur de cartes postales du début du XXe siècle. Né à Gray en 1859. Il fut également un industriel d'art et membre du mouvement de l'École de Nancy.
- 26 février à Metz : Victor Michel Heymès (né en 1859) est un homme politique lorrain. Prêtre, il fut député allemand au Landtag d'Alsace-Lorraine de 1911 à 1918.
- 15 juin à Saint-Dié : Jacques-Alexis Jacquemin, né le 3 août 1750 à Nancy, homme d'Église français, évêque de Saint-Dié de 1823 à 1830.
- 29 juin à Malzéville : Jean Paul Vuillemin, mycologue français, né le 13 février 1861 à Docelles.
- 10 août : Rintintin, né en Lorraine en 1918, mort à l'âge de treize ans, Lee Duncan le fait rapatrier en France et enterrer au cimetière des Chiens à Asnières-sur-Seine, en banlieue parisienne. D'autres chiens interprétèrent ensuite le rôle, dont plusieurs de ses descendants[26].

### Sources
- Jean-François Colas, Les Droites nationales en Lorraine dans les années 1930 : acteurs, organisations, réseaux, Thèse de doctorat, Université de Paris X-Nanterre, 2002, 3 volumes.
- Jean-Paul Rothiot, « Louis Guillon », dans Jean El Gammal, Dictionnaire des parlementaires lorrains de la IIIe République, Metz, Ed. Serpenoise, 2006, p. 371-373